# Izrael na Mistrzostwach Świata w Lekkoatletyce 2011
Izrael na Mistrzostwach Świata w Lekkoatletyce 2011 był reprezentowany przez 5 zawodników.

## Wyniki reprezentantów Izraela

### Mężczyźni

#### Konkurencje biegowe
| Maraton | Zohar Zemiro | DNF | DNF | DNF | DNF |

#### Konkurencje techniczne
| Konkurencja | Zawodnik        | Eliminacje | Eliminacje | Finał    | Finał   |
| Konkurencja | Zawodnik        | Rezultat   | Pozycja    | Rezultat | Pozycja |
| ----------- | --------------- | ---------- | ---------- | -------- | ------- |
| Skok wzwyż  | Dmitriy Kroyter | 2,16 m     | 31.        |          |         |

### Kobiety

#### Konkurencje techniczne
| Konkurencja   | Zawodnik         | Eliminacje | Eliminacje | Finał    | Finał   |
| Konkurencja   | Zawodnik         | Rezultat   | Pozycja    | Rezultat | Pozycja |
| ------------- | ---------------- | ---------- | ---------- | -------- | ------- |
| Skok wzwyż    | Danielle Frenkel | 1,85 m     | 24.        |          |         |
| Skok wzwyż    | Ma'ayan Foreman  | DNS        | DNS        |          |         |
| Skok o tyczce | Jillian Schwartz | 4,25 m     | 25.        |          |         |